# Blasphemy (album)
Blasphemy – piąty album studyjny amerykańskiej grupy muzycznej Incantation. Wydawnictwo ukazało się 12 czerwca 2002 roku w Europie nakładem wytwórni muzycznej Candlelight Records. W Stanach Zjednoczonych płytę wydała firma Necropolis Records. Nagrania zostały zarejestrowane w Mars Studio w Cleveland w stanie Ohio pomiędzy czerwcem a sierpniem oraz w październiku 2001 roku. Miksowanie odbyło się w styczniu 2002 roku. Materiał został wyprodukowany przez Billa Korecky'ego i zespół Incantation. Mastering odbył się w West West Side Studio w New Windsor w stanie Nowy Jork.
Album został zadedykowana pamięci Chada Severna (1972-2001), brata perkusisty formacji Kyle'a Severna.

## Lista utworów
Opracowano na podstawie materiału źródłowego.
1. „Blasphemy” (McEntee, Severn) – 4:16
2. „The Fallen” (Lombard, McEntee, Severn) – 2:26
3. „Once Holy Throne” (McEntee, Severn) – 3:09
4. „Crown of Decayed Salvation” (McEntee, Severn) – 5:43
5. „Rotting With Your Christ” (Lombard, McEntee, Severn) – 3:37
6. „His Weak Hand” (McEntee, Severn) – 5:03
7. „The Sacrilegious Apocalypse Of Righteousness And Agonizing Dementia (The Final Defilement Of Your Lord)” (McEntee, Severn) – 2:06
8. „Deceiver (Self-Righteous Betrayer)” (McEntee, Saez, Severn) – 4:17
9. „Seraphic Irreverance” (McEntee, Severn) – 2:53
10. „Uprising Heresy” (Lombard, McEntee, Severn) – 8:33
11. „Misanthropic Indulgence” (Lombard, McEntee, Severn) – 5:40
12. „Outro I” – 23:00
13. „Outro II” – 3:06

## Twórcy
Opracowano na podstawie materiału źródłowego.
| - Mike Saez – wokal prowadzący - John McEntee – gitara rytmiczna, gitara prowadząca - Joe Lombard – gitara basowa - Kyle Severn – perkusja |  | - Bill Korecky – produkcja muzyczna, inżynieria dźwięku - Tony Kassander – zdjęcia - Giupe Marchesi – oprawa graficzna - Paul Ledney – okładka |